# Blank Map
『Blank Map』（ブランク・マップ）は、日本のバンド、ストレイテナーの4枚目のミニアルバム。2019年10月9日にユニバーサルミュージックより発売された。

## 概要
- 『Future Soundtrack』から約1年5か月後のアルバムであり、ミニアルバムとしては『Resplendent』以来約6年振りとなる。
- アルバムタイトルは本作品収録の楽曲「Jam and Milk」の歌詞「地図は白紙だ」という一節から付けられた。また、アルバムジャケットは吉祥寺の地図をペイントしたものとなっており、「吉祥寺の地図をポスターのように描く」というナカヤマシンペイのアイディアによるもの。[1]。

## 収録曲
| 全作詞・作曲: ホリエアツシ。 |                                  |              |              |      |
| #                            | タイトル                         | 作詞         | 作曲・編曲   | 時間 |
| 1.                           | 「STNR Rock and Roll」           | ホリエアツシ | ホリエアツシ | 3:03 |
| 2.                           | 「吉祥寺」                       | ホリエアツシ | ホリエアツシ | 4:23 |
| 3.                           | 「Jam and Milk」                 | ホリエアツシ | ホリエアツシ | 4:41 |
| 4.                           | 「青写真」                       | ホリエアツシ | ホリエアツシ | 5:02 |
| 5.                           | 「スパイラル」(配信限定シングル) | ホリエアツシ | ホリエアツシ | 4:05 |
| 合計時間:                    | 合計時間:                        | 21:14        |              |      |

### 曲解説
1. STNR Rock and Roll
ライブの出囃子としてつくられた曲[1]。2022年現在もSEで使用されている。
2. 吉祥寺
本作のリードトラックで、MVが制作されている。内容は2004年に発表された楽曲「REMINDER」のMVの続編となっており、作中ではストレイテナーが解散した世界が描かれており、[2]ナカヤマはスタジオスタッフ、日向はアパレル店員、大山はバーテンダー、ホリエはタクシー運転手に扮している。ボーカルのホリエによれば吉祥寺はインディーズの後期にメジャーデビューする時期まで過ごした街であり、ホリエ自身は2019年時点でも吉祥寺近辺に住んでいるという[1]。
3. Jam and Milk
4. 青写真
5. スパイラル
配信シングルとして既にリリースされていた楽曲である。

## 演奏
- ホリエアツシ：Vocal、Guitar、Synthesizer
- 大山純：Electric Guitar
- 日向秀和：Bass
- ナカヤマシンペイ：Drums